# Tim Hortons
Tim Hortons Inc., es una cadena internacional de cafeterías de origen canadiense, fundada en 1964 por Tim Horton y Jim Charade en Hamilton, Ontario (Canadá). Está especializada en café, donuts y bollería.
El grupo cuenta con más de 3000 locales en Canadá, cerca de 500 en los Estados Unidos, y también con presencia en México, el Reino Unido y España. Su plantilla a nivel mundial está formada por más de 100 000 empleados. En su país de origen supera en número de franquicias a McDonald's y ostenta el 60 % de la cuota de mercado nacional en cafeterías, superando a la multinacional Starbucks.
En agosto de 2014, se confirmó que Burger King había comprado el negocio por 11 400 millones de dólares, formando así el tercer grupo mundial de restaurantes de comida rápida.

## Historia

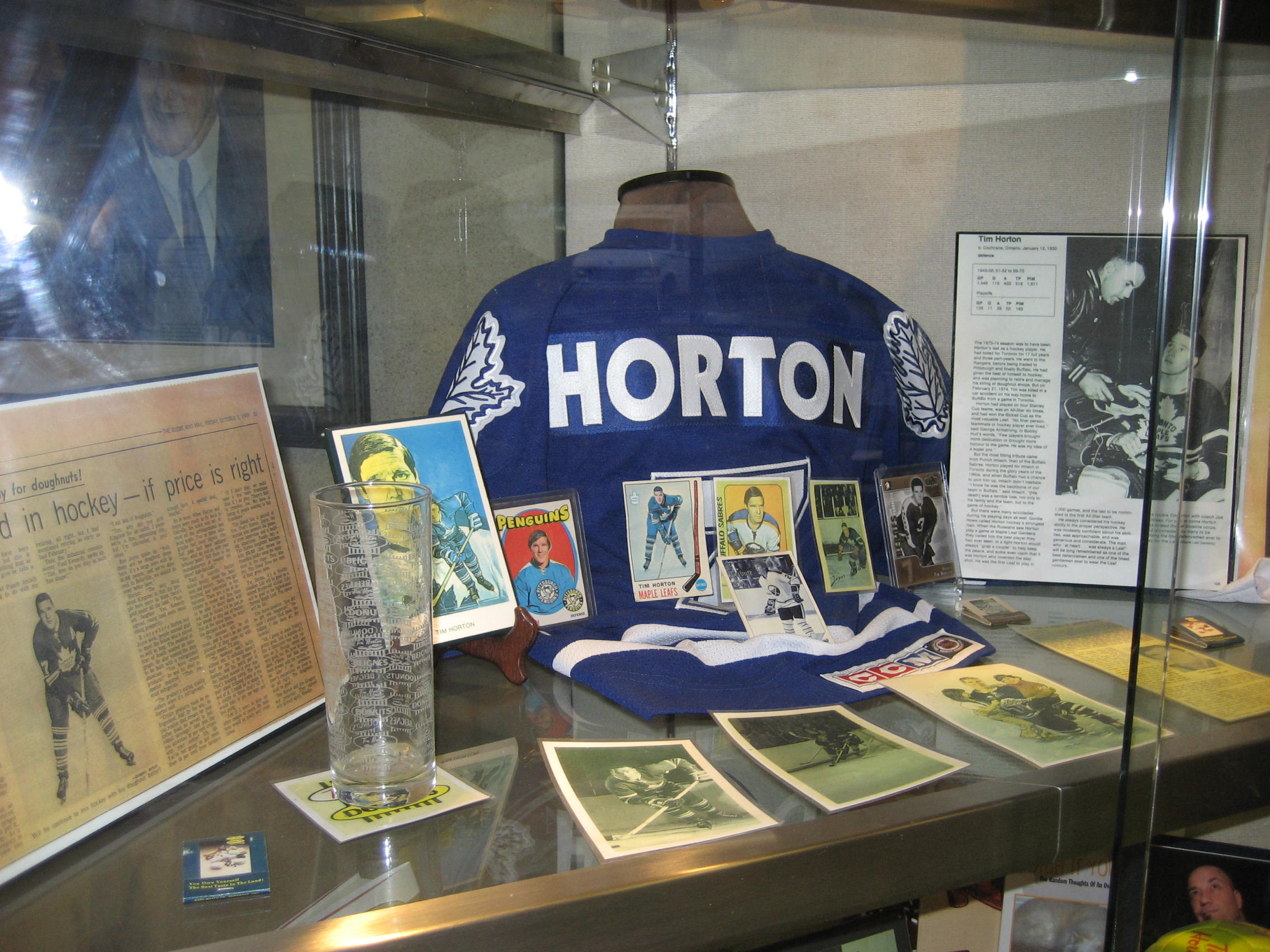
Recuerdos de Tim Horton en la primera cafetería del grupo en Hamilton, Ontario.

En 1964, Tim Horton, un jugador profesional de hockey sobre hielo que jugaba con Toronto Maple Leafs, inauguró una cafetería en Hamilton (Ontario) con ayuda del empresario Jim Charade, y a la que llamaría Tim Horton Donuts (más tarde Tim Horton's). Con esta apertura buscaba garantizar su futuro cuando se retirase del deporte profesional. En el local sólo se servían café y donas, y la fama de Horton ayudó a que la marca se consolidara en la zona. Al poco tiempo de abrir conoció a Ron Joyce, un empresario interesado en abrir franquicias. Los dos se pusieron de acuerdo para formar una sociedad conjunta que gestionara el negocio, y así Tim Horton's se expandió con 40 locales en todo Ontario.
Cuando Tim Horton falleció por un accidente de tráfico en 1974, Ron Joyce compró el negocio a los herederos por un millón de dólares canadienses. A finales de los años 1970, Tim Horton's inició un plan de expansión en todo Canadá, que le permitió alcanzar los 100 locales en 1978 y duplicar esa cifra en 1984. Esta sólida estrategia llevó al grupo a convertirse en la cadena de cafeterías más grande de Canadá, y a que el país liderase el mercado de tiendas de donas a nivel mundial.
Durante los años 1990, el número de locales siguió aumentando, al tiempo que se introdujeron nuevos bollos y otras modalidades de café. Para evitar conflictos con la carta de la lengua francesa de Quebec, que impone el francés en la rotulación de comercios, la empresa decidió eliminar el genitivo sajón de su nombre y llamarse Tim Hortons.
En 1992, Ron Joyce llegó a un acuerdo con Dave Thomas, propietario de los restaurantes Wendy's, para compartir locales en Norteamérica y consolidar la expansión al norte de los Estados Unidos. Tres años más tarde, el 8 de agosto de 1995, Wendy's confirmó la compra del grupo canadiense a cambio de una mayoría accionarial para Joyce. Bajo la nueva propiedad llegaron a superarse las dos mil cafeterías en el 2000.
Wendy's mantuvo la propiedad sobre Tim Hortons hasta 2006, contexto de competencia entre la cadena y un grupo restaurantero rival. La entidad no recuperaría una mayoría accionarial canadiense hasta 2009. Un año más tarde se produjo la primera apertura en Iqaluit, en la provincia de Nunavut, con la que logró presencia en todas las provincias y territorios de Canadá.
El 26 de agosto de 2014, se confirmó que la multinacional Burger King había comprado Tim Hortons por 11 400 millones de dólares. La entidad resultante se convertía así en el tercer grupo mundial de restaurantes. Mientras el cuartel central de Burger King se mantendrá en Florida, la sede corporativa se trasladó a Canadá para pagar menos impuestos. Ambas empresas seguirían funcionando por separado.
En octubre de 2017, Tim Hortons inauguró su primera sucursal en México, en la ciudad de San Pedro Garza García (Monterrey), Nuevo León, convirtiéndose en el primer establecimiento tanto de Latinoamérica como en un país de habla hispana. Además, se ha expandido a Europa con aperturas en el Reino Unido y España (2017).Los dueños en México son la familia González Albuerne, propietarios también de Milenio Diario y Milenio Televisión. 

## Productos

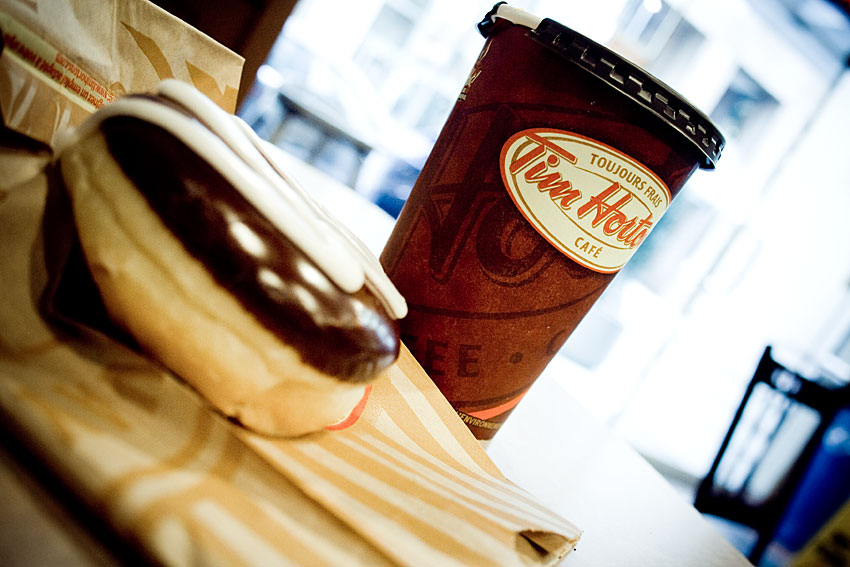
El café y los donuts son los productos más representativos de la franquicia.

Tim Hortons está especializado en café, bollería, galletas, helados y pasteles. Originalmente los primeros locales sólo servían café y donuts, pero la expansión les obligó a buscar nuevos productos, especializándose en la bollería. Uno de sus productos propios son los Timbits, también conocidos como «agujeros de dónut» al hacerse con la masa sobrante del dónut.
La mayor parte de los beneficios de Tim Hortons provienen de la venta de café. La compañía desveló en 2009 que el 60 % de sus ventas en Canadá se realizan por la mañana, y más del 50 % son cafés. La empresa asegura servir un café de semillas de arabica, y mantiene una política unificada para todas las franquicias sobre la venta de este producto. Todos los cafés deben servirse en menos de 20 minutos después de ser preparado, y si pasa ese tiempo no se puede comercializar.
Desde mediados de los años 1990, Tim Hortons también ha sacado a la venta productos como bocadillos, sándwiches y productos salados, para abarcar un mayor número de consumidores. En los restaurantes se sirve un menú especial de desayuno, una oferta similar a la de otras cadenas de comida rápida como McDonald's. En 2009, firmó un acuerdo de colaboración con la cadena de heladerías Cold Stone Creamery para vender sus productos.

## Establecimientos

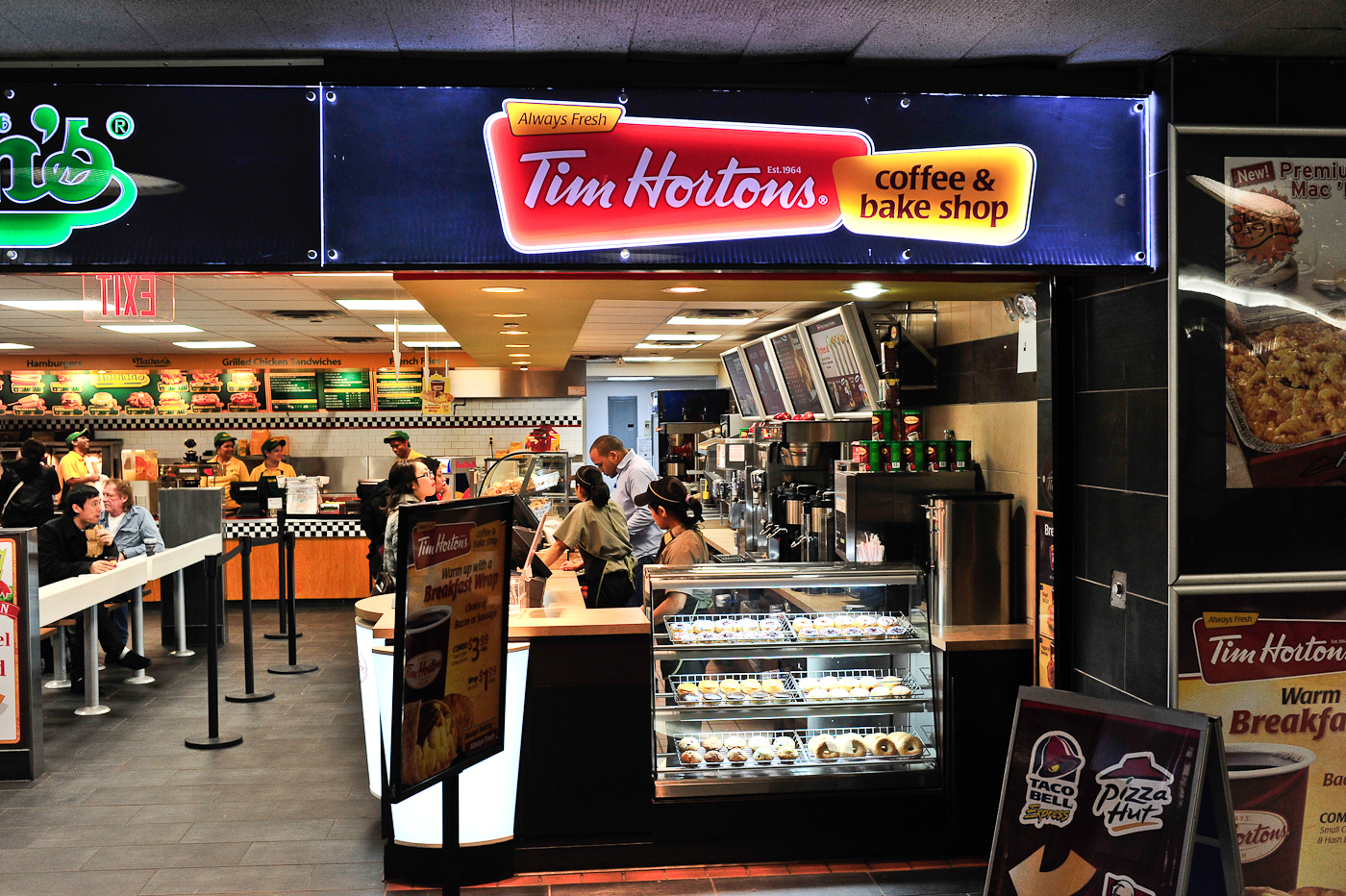
Local compartido de Tim Hortons en Nueva York, Estados Unidos.

La presencia de Tim Hortons se concentra en Norteamérica. En julio de 2010, la compañía contaba con 3040 restaurantes en Canadá y 587 en Estados Unidos. En su país de origen, es la cadena de comida rápida con más franquicias y la mayor cadena de restauración. El grupo lidera la cuota de mercado canadiense en cafeterías, con un 70 % de las ventas y una amplia diferencia sobre Starbucks.
La mayoría de locales canadienses de Tim Hortons se encuentran en Ontario. El primer restaurante se fundó en la ciudad de Hamilton, mientras que la sede central se encuentra en Oakville, dentro del área metropolitana de Toronto. Otra de las zonas con más locales son las provincias atlánticas de Canadá. A partir de los años 1990, comenzó un proceso de expansión nacional a otras zonas como Quebec y el oeste de Canadá, hasta alcanzar los 3.000 establecimientos. Actualmente Tim Hortons está presente en todas las provincias de Canadá, incluyendo Yukon, Nunavut y los Territorios del Noroeste. Muchos de los locales comparten comercio con otras franquicias, o se encuentran en hospitales, universidades, gasolineras y aeropuertos.
En Estados Unidos cuenta con más de 500 franquicias, la mayoría ubicadas en el norte del país. Los primeros locales se abrieron en los años 1970 en la zona fronteriza con Canadá. En 1972 el fichaje de Tim Horton por Buffalo Sabres provocó una expansión natural del negocio en el estado de Nueva York y en Nueva Inglaterra. La situación cambió en los años 1990, cuando Tim Hortons estuvo controlado por Wendy's durante una década. La empresa abrió negocios conjuntos con la cadena de restaurantes, y su presencia aumentó a otros estados como Ohio, Kentucky, Míchigan o Virginia Occidental. El exjugador de baloncesto Derrick Coleman llegó a dirigir una franquicia en Detroit.
Fuera de Norteamérica, la presencia de Tim Hortons es anecdótica, porque los esfuerzos de expansión se concentran al mercado canadiense. En 2011, la empresa ha firmado un acuerdo con un grupo de Dubái para abrir franquicias en el Golfo Pérsico. Además, hay una franquicia en una base militar internacional en Kandahar (Afganistán). Se prevé abrir franquicias en Panamá, Argentina, Perú, Costa Rica, Chile, Brasil, Paraguay y Uruguay 